# Teo Tapia
 Teo Tapia (né Theo Tapia le 19 mars 1948 à Monclova au Mexique), est un acteur mexicain.

## Carrière
Teo Tapia (né Theo Tapia le 19 mars 1948 à Monclova au Mexique), est un acteur mexicain qui a commencé sa carrière en 1977. Il est connu pour sa participation dans des telenovelas comme :  Viviana, Amores verdaderos, Cuidado con el ángel.

## Filmographie

### Films
- 1977 : Los hermanos del viento
- 1989 : Santa sangre

### Telenovelas
- 1978 : Viviana : Dr. Guerrero
- 1978 : Un original y veinte copias : Sr. Romano
- 1979 : Los ricos también lloran : Dr. Guerrero
- 1981 : Infamia
- 1986 : Encadenados : Gilberto
- 1987 : Quinceañera : Barrera
- 1989 : Teresa
- 1990 : Amor de nadie : Ramíro
- 1990 : Cuando llega el amor : Ramón
- 1994 : Caminos cruzados
- 1995 : Alondra
- 1995 : Retrato de familia
- 1995 : Amada enemiga : Alejandro
- 1996 : Marisol : Rodolfo Valverde
- 1997 : Pueblo chico, infierno grande : Estanislao Allende
- 1998 : Gotita de amor : Octavio de Santiago
- 1998 : Soñadoras : Don Manuel Vazconzelos
- 1999 : Tres mujeres : Pepe
- 2000 : Carita de ángel : Perpetuo Chacón
- 2001 : El manantial
- 2001 : Salomé : Gustavo
- 2002 : Las vías del amor : Leopoldo Dávalos
- 2003 : De pocas, pocas pulgas
- 2003 : Velo de novia
- 2004 : Alegrijes y rebujos
- 2005 : Contra viento y marea : León Marino
- 2006 : Duelo de pasiones
- 2007 : Destilando amor : Gaspar Gabilondo
- 2007 : El Pantera : Abelino de la Garza
- 2007 : Tormenta en el paraíso
- 2008 : Alma de hierro : Quintero
- 2008-2009 : Mañana es para siempre : Directeur Curiel
- 2008-2009 : Cuidado con el ángel : Docteur Durand
- 2009-2010 : Camaleones : Ramón
- 2010 : Llena de amor : Lic. Ordaz
- 2011 : Rafaela : Ernesto Bernal
- 2011-2012 : Dos hogares : Enrique Arizmendi
- 2012 : Un refugio para el amor : Juez Díaz del Olmo
- 2013 : Corazón indomable : Commandant
- 2012-2013 : Amores verdaderos : Antonio del Conde
- 2013 : Mentir para vivir : Patrick Ontiveros
- 2013-2014 : Qué pobres tan ricos : Dr. Miranda
- 2014 : La gata : Roberto Elizalde
- 2014 : Mi corazón es tuyo : Armando
- 2014 : Hasta el fin del mundo : Docteur